# Шакеев, Евгений Александрович
Евгений Александрович Шакеев (1839—1899) — российский судебный деятель и деятель земского движения, мировой судья.

## Биография
Родился 29 апреля (11 мая) 1839 года в семье Александра Венедиктовича Шакеева.
В 1859 году окончил Александровский лицей. Служил в министерстве государственных имуществ и министерстве иностранных дел
В 1866 году был избран в Санкт-Петербургском уездном земском собрании участковым мировым судьёй; позже в течение 28 лет был непременным членом и председателем съезда мировых судей, членом училищного совета, попечителем народных школ. Участвовал в трудах губернской земской комиссии «для исследования условий, вредно влияющих на экономическое население СПб. губернии».
В 1881 году в дворянском собрании Санкт-Петербургской губернии поднял вопрос о прекращении административной высылки; А. В. Богданович в своём дневнике 18 февраля написала:

В дворянском собрании один дворянин Шакеев говорил речь против административной ссылки, предлагал просить государя ее окончательно уничтожить. Вот дух времени!
— Три последних самодержца : дневник А. В. Богданович / [предисл.: Е. Вавилов]. — Москва ; Ленинград : Л. Д. Френкель, 1924. — С. 45.
Его статьи печатались в «Вестнике Европы», «Голосе», «Порядке» и других периодических изданиях.
Умер 6 (18) ноября 1899 года. Похоронен на Никольском кладбище Александро-Невской лавры. Жена Александра Николаевна (1847—1877) и дочь Лидия (1867—1881) были похоронены на кладбище Новодевичья монастыря